# Демор Барнс
Демор Барнс (енгл. Demore Barnes; Торонто, 26. фебруар 1976) је амерички филмски и телевизијски глумац. Најпознатији је по улози Кристијана Гарланда у серији Ред и закон: Одељење за специјалне жртве.